# François Langot
François Langot (* um 1640 in Melun; † um 1680 in Paris) war ein französischer Zeichner und Kupferstecher.

## Leben und Werk

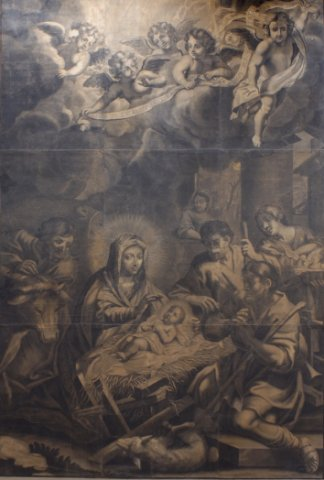
Anbetung der Hirten im Museo Civico di Viterbo

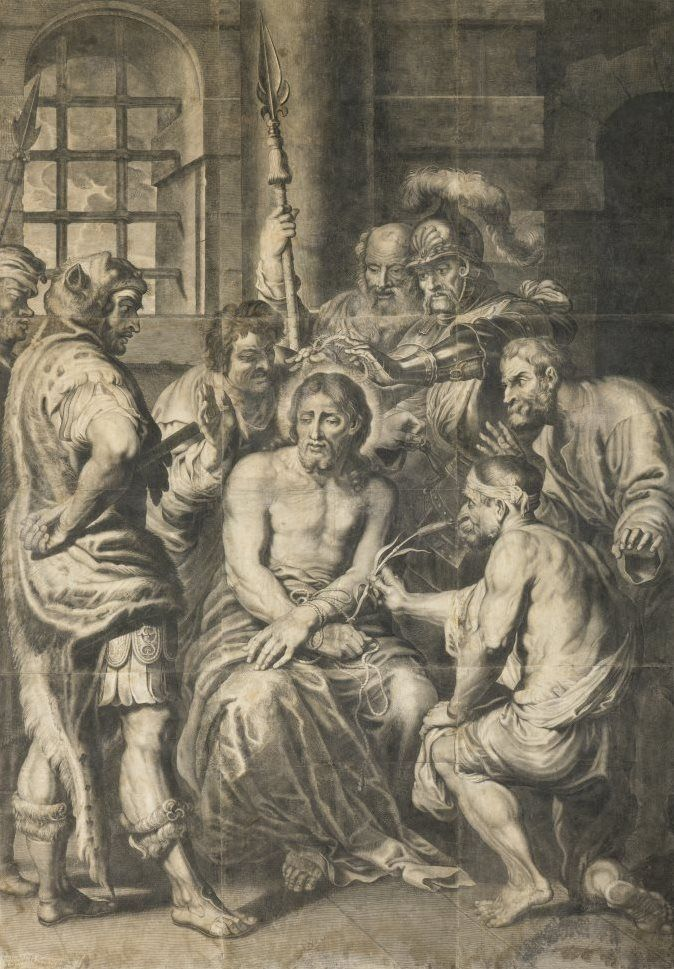
Verspottung Christi, Auckland Art Gallery

Über sein Leben ist kaum etwas bekannt. Vermutlich war er ein Schüler des Kupferstechers und Stichverlegers Pierre Landry in Paris. Er wirkte in Paris und spezialisierte sich auf die großformatige Wiedergabe berühmter Gemälde als Kupferstiche, die als „Altarstücke“ für Privatkapellen vermarktet wurden. Die ersten Arbeiten mit Kopien der Werke Cortonas und van Dycks waren Auftragsarbeiten für Landry.
Aus seinem Werk werden in der Literatur hervorgehoben:
- Verkündigung (212 × 146 cm) nach Henri Watelé (1640–1680), Kupferstich (9 Platten)[1]
- Anbetung der Hirten (217 × 148 cm) nach Pietro da Cortona, Imperial folio von 9 Platten, ein Exemplar im Kupferstichkabinett Dresden
- Verspottung Christi (262 × 195 cm) nach Anthony van Dyck, ein Exemplar in der Auckland Art Gallery[2] – das Original van Dycks befand sich in der Berliner Gemäldegalerie und gehört zu den 1945 im Flakbunker Berlin-Friedrichshain vermutlich verbrannten Gemälde der Gemäldegalerie
- Christus am Kreuz (212 × 146 cm) nach dem Gemälde von Peter Paul Rubens in der Alten Pinakothek – ein Exemplar hing mit vier anderen Kupferstichen Langots bis 1870 in der Grabkapelle für Christoph Gensch von Breitenau in der Lübecker Aegidienkirche, heute in der Halle des Gutshauses von Deutsch-Nienhof[3]
- St. Franciscus nach dem Gemälde von Guido Reni, Kopie nach Cornelis Bloemaert
- Christus erscheint dem Heiligen Ignatius nach dem Gemälde von Abraham Bloemaert, Kopie nach Cornelis Bloemaert – in den zweiten Drucken ist der Name des Künstlers gelöscht, sie tragen die Unterschrift S. Vincent de Paul etc. a Paris chez Jean etc. N. Zuccarelli pinx. Audran sculp.
- Madonna mit den Heiligen Rochus nach Baroccio
- Christine Reyne de Suede, Kopie nach Robert Nanteuil – die zweiten Abdrucke haben Laubwerk zur Einfassung und im Band unten links die Jahrzahl 1656
- Le portrait de l'Archiduc Leopold
- Porträt des Finanzministers Étienne Chevalier (1661) nach einer Vorlage von Jean Fouquet als Auftragsarbeit für Denis Godefroy
- Porträt des Kaisers Leopold I. (1679), von Thieme-Becker als „bestes Blatt“ herausgestellt